# Ritual (álbum de Soulfly)
Ritual es el undécimo álbum de estudio de la banda brasileña-estadounidense de groove metal Soulfly. Fue lanzado el 19 de octubre de 2018 a través de Nuclear Blast Records y fue producido por Josh Wilbur. Es el tercer álbum de Soulfly con Zyon, hijo de Max Cavalera, en la batería y el último en contar con Marc Rizzo, guitarrista principal. Cuenta con la participación de Randy Blythe de Lamb of God, Ross Dolan de Immolation y Mark Damon de The Pretty Reckless. Se lanzaron cuatro sencillos del álbum: «Evil Empowered», la canción principal «Ritual», «Dead Behind the Eyes» y «Under Rapture».
El álbum fue producido por Josh Wilbur. Max Cavalera declaró: «Para este, intentamos conservar el ritmo de los primeros Soulfly, así como mi pasión por el material pesado y rápido que me gusta: como el death, el black metal y algo de hardcore. Trabajar con Josh Wilbur en Soulfly esta vez ha sido increíble. Es un gran fan y aportó mucho al disco. Yo luchaba por las canciones rápidas y él siempre me animaba a añadir más ritmo. Creo que al final creamos una mezcla genial de canciones que abarca muchos aspectos de mi carrera».
Ritual vendió 3.600 copias en su primera semana de lanzamiento en los Estados Unidos y es el primer álbum de Soulfly que no debuta en el Billboard 200 de los Estados Unidos. Es su primer álbum desde Omen (2010) que tiene su entrega de su serie de canciones homónimas en la edición estándar.

## Lista de canciones
Todas las canciones escritas y compuestas por Max Cavalera. 
| N.º | Título                                                   | Duración |  |
| 1.  | «Ritual»                                                 | 4:55     |  |
| 2.  | «Dead Behind the Eyes» (con Randy Blythe de Lamb of God) | 5:17     |  |
| 3.  | «The Summoning»                                          | 4:15     |  |
| 4.  | «Evil Empowered»                                         | 3:33     |  |
| 5.  | «Under Rapture» (con Ross Dolan de Immolation)           | 5:42     |  |
| 6.  | «Demonized»                                              | 4:42     |  |
| 7.  | «Blood on the Street»                                    | 4:32     |  |
| 8.  | «Bite the Bullet»                                        | 3:52     |  |
| 9.  | «Feedback!»                                              | 3:00     |  |
| 10. | «Soulfly XI» (instrumental)                              | 3:25     |  |

## Posicionamiento en lista
| Lista (2018)                    | Posición |
| ------------------------------- | -------- |
| Alemania (Offizielle Top 100)   | 27       |
| Austria (Ö3 Austria)            | 22       |
| Bélgica (Ultratop Flandes)      | 47       |
| Bélgica (Ultratop Valonia)      | 78       |
| Escocia (Scottish Albums Chart) | 51       |
| Francia (SNEP)                  | 125      |
| República Checa (ČNS IFPI)      | 58       |
| Países Bajos (Album Top 100)    | 147      |
| Suiza (Schweizer Hitparade)     | 19       |

## Personal
Soulfly
- Max Cavalera – voz, guitarra rítmica, sitar en «Soulfly XI»
- Marc Rizzo – guitarra principal, guitarra flamenca en «Soulfly XI»
- Zyon Cavalera – batería, percusión
- Mike Leon – bajo